# Diplazium altum
Diplazium altum là một loài thực vật có mạch trong họ Woodsiaceae. Loài này được (Copel.) C. Chr. miêu tả khoa học đầu tiên năm 1934.